# Rhopalobrachium penai
Rhopalobrachium penai is een keversoort uit de familie Phloeostichidae. De wetenschappelijke naam van de soort werd in 1995 gepubliceerd door John F. Lawrence.